# NGC 4831
NGC 4831 est une galaxie lenticulaire située dans la constellation de l'Hydre. Sa vitesse par rapport au fond diffus cosmologique est de 3 634 ± 35 km/s, ce qui correspond à une distance de Hubble de 53,6 ± 3,8 Mpc (∼175 millions d'al). NGC 4831 a été découverte par l'astronome germano-britannique William Herschel en 1793.
À ce jour, cinq mesures non basées sur le décalage vers le rouge (redshift) donnent une distance de 39,040 ± 6,422 Mpc (∼127 millions d'al), ce qui est à l'extérieur des valeurs de la distance de Hubble. Notons cependant que c'est avec la valeur moyenne des mesures indépendantes, lorsqu'elles existent, que la base de données NASA/IPAC calcule le diamètre d'une galaxie et qu'en conséquence le diamètre de NGC 4831 pourrait être d'environ 57,5 kpc (∼188 000 al) si on utilisait la distance de Hubble pour le calculer.

## Groupe d'ESO 507-25
Selon A. M. Garcia, NGC 4831 fait partie du groupe d'ESO 507-25 Ce groupe de galaxies compte au moins 13 galaxies. Les autres galaxies du groupe sont IC 3813, ESO 507-14, ESO 507-21, ESO 507-24, ESO 507-25, ESO 507-26, ESO 507-27, ESO 507-28, ESO 507-29, ESO 507-35, ESO 507-42 et ESO 507-62.